# Questore (storia romana)
Nell'antica Roma i questori erano magistrati minori, la cui carica (quaestura) costituiva il primo grado del cursus honorum e richiedeva come età minima 30 anni (28 per i patrizi). All'inizio possedevano giurisdizione criminale (quaestores parricidii), in seguito competenze amministrative, supervisionando e gestendo il tesoro e le finanze.

## Storia

### Età regia
Le origini dell'incarico possono essere fatte risalire ai tempi dei re di Roma. Uno dei più antichi questori era il quaestor parricidii probabilmente introdotto sempre da Numa Pompilio quando introdusse con lex regia il delitto di parricidio.

### Età repubblicana
Prima venivano nominati dai re, poi dai consoli. Privi di imperium, vennero eletti (dal 447 a.C.) dal popolo, nei Comizi Tributi in numero di due; dal 421 a.C. poterono accedervi anche i plebei e così divennero quattro, dei quali due rimanevano a Roma (quaestores urbani) ad amministrare l'erario (quaestores aerarii) e gli altri due, invece, rimanevano al fianco dei consoli.
Durante il consolato di Gneo Cornelio Cosso e Lucio Furio Medullino, nel 409 a.C., per la prima volta furono eletti alla carica dei plebei.
(Tito Livio, Ab Urbe condita, IV, 4, 54.)
Circa dopo il 420 a.C. esistevano a Roma quattro questori, eletti annualmente; dopo il 267 a.C. il numero fu elevato a otto. Alcuni venivano assegnati a compiere il loro servizio all'interno della capitale, mentre altri entrano distaccati assieme a governatori delle province o generali dell'esercito; altri ancora erano assegnati alla supervisione delle finanze militari. Non a caso Polibio racconta che all'interno dell'accampamento militare, gli extraordinarii (truppe scelte tra i socii) di solito, non solo erano accampate vicino ai consoli, ma durante le marce e in ogni altra occasione, erano totalmente e costantemente a disposizione del console e del questore.
Dopo le riforme di Silla dell'81 a.C., l'età per candidarsi alla questura fu diminuita a 28 anni per i patrizi, mentre per i plebei restava di 30: l'elezione a questore attribuiva automaticamente lo status di senatore; contestualmente il numero dei questori fu elevato a 20. Cesare portò il loro numero a 40 nel 45 a.C.
Questi seguivano i consoli e i pretori, i proconsoli e i propretori nelle spedizioni e nelle province, per curarne l'amministrazione (quaestores militares, provinciales). I quaestores urbani risiedevano in sedi differenti; quello che stava ad Ostia (quaestor Ostiensis) sorvegliava le importazioni, in particolare quelle di grano.

### Età imperiale
A partire dall'epoca di Augusto l'età per accedere a questa magistratura era ridotta a 25 anni. Il tesoro (aerarium) non fu più amministrato dai questori urbani, ma da pretori anziani o ancora in carica.
I quaestores Caesaris rappresentavano l'imperatore in senato. Svolgevano normalmente anche incarichi di riscossione dei tributi allo Stato e venivano nominati a capo delle commissioni per il censimento degli abitanti nelle province romane. Successivamente al periodo costantiniano, il quaestor sacri palatii, ministro della giustizia, redigeva il testo delle leggi imperiali.